# Feh
Cette page contient des caractères spéciaux ou non latins. S’ils s’affichent mal (▯, ?, etc.), consultez la page d’aide Unicode.
Cet article possède un paronyme, voir $.
Pour les articles homonymes, voir Feh.
Feh, ֆէ ou ֆե en arménien ([fɛ]), est la 38e lettre de l'alphabet arménien.

## Linguistique
Feh est utilisé pour représenter le son [f].
Contrairement aux 36 premières lettres de l'alphabet arménien, Feh et O ont été rajoutés à l'alphabet initial au XIIIe siècle.
Dans la norme ISO 9985, la lettre est translittérée par « f ».

## Représentation informatique
- Unicode[1] :
  - Capitale Ֆ : U+0556
  - Minuscule ֆ : U+0586